# Вйончемін-Польський
Вйончемін-Польський (пол. Wiączemin Polski) — село в Польщі, у гміні Слубіце Плоцького повіту Мазовецького воєводства.
Населення — 141 особа (2011).
У 1975-1998 роках село належало до Плоцького воєводства.

## Демографія
Демографічна структура станом на 31 березня 2011 року:
|          | Загалом | Допрацездатний вік | Працездатний вік | Постпрацездатний вік |
| -------- | ------- | ------------------ | ---------------- | -------------------- |
| Чоловіки | 74      | 19                 | 49               | 6                    |
| Жінки    | 67      | 16                 | 36               | 15                   |
| Разом    | 141     | 35                 | 85               | 21                   |